# Aglaé Libéraki
Aglaé Libéraki (en grec moderne : Λυμπεράκη ; née à Athènes en 1923 et morte en 1985) est une sculptrice d'origine grecque appartenant à la nouvelle École de Paris.

## Biographie
Aglaé Libéraki est issue d'une grande famille de la bourgeoisie grecque, les Tricoupis, qui a compté deux présidents du conseil. Son grand-père est éditeur. S'engageant dans la sculpture, elle reçoit la visite de Henry Moore qui l'encourage vivement. Elle s'installe à Paris en 1955, exposant notamment chez Suzanne de Coninck en 1965, Paul Facchetti, Iris Clert et à la Galerie de France en 1970.
Aglaé Libéraki est la sœur de l'écrivain Marguerite Libéraki ou Margarita Liberaki. Elle épouse en secondes noces en 1968 le galeriste Gildo Caputo.

## Œuvres
- Siderius Nuncius (1972), mairie de Montauban
- Abellio (1971-1973), Paris, musée de la sculpture en plein air
- Sans titre (1974), pierre de Lorraine taillée et polie, Dunkerque, Lieu d'Art et Action Contemporaine
- Sans titre (1975), pierre de Champigny taillée et polie, Dunkerque, Lieu d'Art et Action Contemporaine

## Éléments de bibliographie
: source utilisée pour la rédaction de cet article

### Monographie
- Pierre Volboudt, Liberaki , Paris, Le Musée de poche, Georges Fall éditeur, 1971 (118 pages)

### Catalogues
- Libéraki, Paris, Suzanne de Coninck, Éditions de Beaune, 1965
- Libéraki, préface de Ignace Meyerson, Montpellier, Maison de la Culture, 1974
- Libéraki, bronzes, pierres, marbres, Nîmes, La Galerie (Danièle Crégut), 1975
- Libéraki, sculptures et dessins, préface de Pierre Barousse, Montauban, Musée Ingres, décembre 1978 - février 1979
- Libéraki, Charleroi, Palais des beaux-arts, 1980
- René de Solier, Libéraki, dans 4e Biennale européenne de sculpture de Normandie, Centre d'art contemporain de Jouy-sur-Eure, Abbatiale de Bernay,

### Article
- René de Solier, « Libéraki: forme et matière », dans XXe siècle, Panorama 1971, nouvelle série no 36, juin 1971